# Bułgaria w Konkursie Piosenki Eurowizji
Bułgaria uczestniczyła w Konkursie Piosenki Eurowizji w latach 2005–2022. Od czasu debiutu konkursem w kraju zajmował się nadawca Byłgarska nacionałna telewizija (BNT).
Najwyższym wynikiem kraju w konkursie jest drugie miejsce, które w 2017 zajął Kristian Kostow z piosenką „Beautiful Mess”. Bułgarska telewizja od debiutu kilkukrotnie wycofywała się z udziału w konkursie z powodu problemów finansowych.

## Historia Bułgarii w Konkursie Piosenki Eurowizji

### Lata 2005–2009
Bułgarski nadawca wyraził zainteresowanie udziałem w Konkursie Piosenki Eurowizji w 2004. Pod koniec listopada potwierdził udział podczas 50. Konkursu Piosenki Eurowizji. W tym czasie ogłosiła też zasady krajowych eliminacji, za których pośrednictwem wyłoniono reprezentanta kraju, i do 15 stycznia przyjmowała zgłoszenia do konkursu. Do siedziby telewizji dostarczono łącznie 93 propozycje, spośród których specjalna komisja jurorska, składająca się z profesjonalnych muzyków, wyłoniła półfinalistów. Listę uczestników krajowych eliminacji ogłoszono 19 stycznia, znaleźli się na niej: Relax, Kaffe, Doni i Neit, Wasyl Najdenow, Roberta i Mariana Popowa, Orlin Goranow, Grafa, Sławi Trifonow i Sofi Marinowa, Nona Jotowa, Krystina Kokorska, Nina Nikolina, Darina Iwanowa, Saszka Vittau, Iwan „Ustata” Dinew, Stojan Rojanow, Aija, Grudi Neikow, Deep Zone Project, Weselin Marinow, Mania, Wasko Iwanow, Galina Dimitrowa-Kali, L.A., Gravity Co, Melody i Wesela Jelewa. Cztery dni później zorganizowana została runda kwalifikacyjna, podczas której jurorzy wybrali 12 finalistów selekcji: Kaffe, Najdenow, Roberta i Popowa, Goranow, Grafa, Trifonow i Marinowa, Ustata, Rojanow, Aija, Deep Zone Project, Mania, Kali, Gravity Co i Melody. 12 lutego odbył się finał eliminacji. Przed rozpoczęciem pierwszej prezentacji Trifonow i Marinowa zrezygnowali z udziału w selekcjach, krytykując organizatorów oraz informując o zmanipulowanych wynikach głosowania na rzecz grupy Kaffe. Pomimo odmówienia występu z piosenką „Edinstvenni”, w końcowym głosowaniu para zajęła drugie miejsce, a zespół Kaffe wygrał eliminacje z jazzowym utworem „Lorraine”, zdobywczy 52,83% głosów telewidzów. Niedługo po finale eliminacji piosenka posądzona była o plagiat utworu „Don’t Go” Rusłana Mainowa. Zespół został jednak dopuszczony do udziału w Konkursu Piosenki Eurowizji. Przed rozpoczęciem prób kamerowych reprezentanci wyruszyli w minitrasę promocyjną, obejmującą koncerty w Rosji, Ukrainie, Białorusi, Grecji, na Cyprze oraz w krajach bałkańskich. W maju rozpoczęli próby kamerowe w kijowskim Pałacu Sportu. 19 maja wystąpili w półfinale konkursu i zajęli 19. miejsce, przez co nie awansowali do finału.
Z powodu słabego wyniku zajętego przez zespół Kaffe w 2005, bułgarska telewizja początkowo nie chciała brać udziału w 51. Konkursie Piosenki Eurowizji, uznając uczestnictwo za „pozbawione sensu”. Ostatecznie zdecydowała się na wysłanie reprezentanta do Aten, którego wyłoniła poprzez krajowe eliminacje. W lutym 2006 opublikowała listę dwudziestu czterech uczestników konkursu, którymi zostali: Safo, Sunnie, Sonja Todorowa, Iwajło Kolew, Wasyl Petrow i Instinkt, Big Mama Scandal, Dejan Nedelczew, Ralica Grudewa, Plamen Penew i Angel, Neda Karowa i Da, Nemo, Stalker, Wioleta Jeknic, Stojan Zachariew, Mastiło, Weseła Bonewa (z dwiema piosenkami, jedną solową i jedną nagraną z Płamenem Piatowem), D’a Voices, Geppy, Sunrise, Melody Traffic, Mariana Popowa, Ani Łozanowa i Martin Aleksandro. Początkowo w eliminacjach miał wziąć udział duet Wania Kostowa i Bojan Michiłow, jednak ich konkursowy utwór „Merak” został wykonany przed 1 października 2005, czym naruszył regulamin konkursu. Parę zastąpili Sławi Trifonow i Sofi Marinowa z piosenką „Ljubovta e otrova”. 25 lutego odbył się półfinał selekcji, podczas których zaprezentowali się wszyscy uczestnicy. Komisja sędziowska wytypowała wówczas dwunastu finalistów, który zostali: Sonja Todorowa, Iwajło Kolew, Big Mama Scandal, Neda Karowa i Da, Stojan Zachariew, Mastiło, Weseła Bonewa (solo oraz w duecie z Płamenem Piatowem), Geppy, Melody Traffic, Mariana Popowa i Ani Łozanowa. 11 marca zorganizowany został finał selekcji, które ostatecznie wygrała Mariana Popowa z piosenką „Let Me Cry” po zdobyciu największego poparcia telewidzów (4,7 tys. głosów, co dało 24,05% poparcia), dzięki czemu została wybrana na reprezentantkę kraju w 51. Konkursie Piosenki Eurowizji organizowanym w Atenach. 18 maja zaprezentowała swój utwór w półfinale konkursu, w którym zdobyła łącznie 36 punktów, co przełożyło się na siedemnaste miejsce i brak awansu do finału.

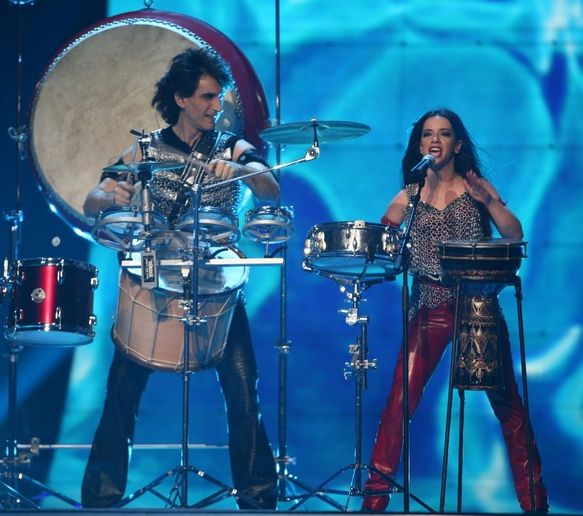
Elica Todorowa i Stojan Jankułow podczas finału 52. Konkursu Piosenki Eurowizji, maj 2007

24 lutego 2007 krajowe eliminacje wygrali Elica Todorowa i Stojan Jankułow z piosenką „Water”, za którą zdobyli 31376 głosów telewidzów. Po wygranej duet wyruszył w trasę promocyjną po Europie. 10 maja para wystąpiła podczas koncertu półfinałowego 52. Konkursu Piosenki Eurowizji i z szóstego miejsca zakwalifikowała się do finału, dokonując tego jak pierwszy bułgarski reprezentant w historii konkursu. W sobotnim finale widowiska para zajęła ostatecznie piąte miejsce po zdobyciu łącznie 157 punktów.

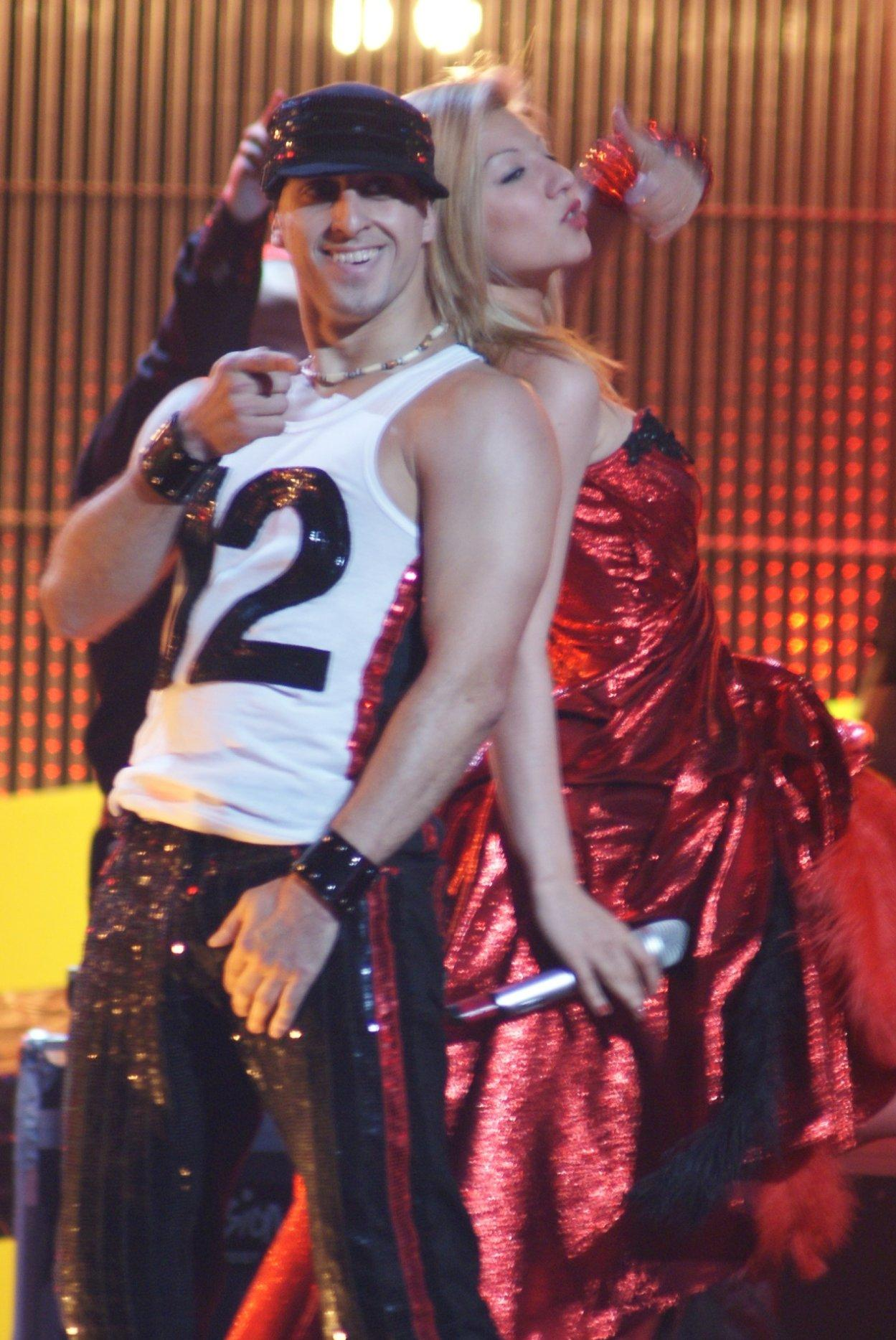
Deep Zone i DJ Balthazar podczas występu w 53. Konkursie Piosenki Eurowizji, maj 2008

23 lutego 2008 odbył się finał selekcji do 53. Konkursu Piosenki Eurowizji. Największe poparcie telewidzów uzyskała wówczas grupa Deep Zone i Balthazar z piosenką „DJ, Take Me Away”, która zdobyła 15,47% głosów, zaledwie 0,1% więcej od zdobywców drugiego miejsca (duetu Georgi Hristov i Gianni Fiorellino). 22 maja wystąpili w drugim półfinale konkursu i zajęli 12. miejsce, przez co nie zakwalifikowali się do finału.
21 lutego 2009 odbył się finał krajowych selekcji do 54. Konkursu Piosenki Eurowizji Blgarska pesen na Evrovizija 2009. Koncerty finałowy wygrał Krasimir Awramow z piosenką „Illusion”, która uzyskała 55% głosów telewidzów. Wynik doprowadził do wielu kontrowersji oraz niezadowolenia widzów, którzy domagali się rezygnacji piosenkarza z konkursu. Sam zainteresowany był zniesmaczony sytuacją i oświadczył, że sam z udziału nie zrezygnuje. Decyzja co to potencjalnej rezygnacji Bułgarii z Konkursu Piosenki Eurowizji miała zostać ostatecznie podjęta do 10 marca 2010. Reprezentant wystąpił w pierwszym półfinale Konkursu Piosenki Eurowizji, w którym zdobył łącznie siedem punktów i zajął szesnaste miejsce, nie kwalifikując się do finału.

### Lata 2010–2019
18 października 2009 telewizja BNT ogłosiła, że reprezentantem Bułgarii podczas 55. Konkursu Piosenki Eurowizji będzie wybrany wewnętrznie Miro. Chociaż za jego udziałem głosowało tylko 10 spośród 51 członków komisji, pozwoliło mu to reprezentować kraj. 7 lutego odbył się specjalny koncert selekcyjny, podczas którego piosenkarz zaprezentował pięć utworów: „Angeł si ti”, „Twist i Tango”, „Eagle”, „Ostani” i „Mojat pogled w teb”. Trzy tygodnie później telewidzowie zdecydowali za pośrednictwem SMS, że kraj na konkursie reprezentować będzie piosenka „Angeł si ti”. 27 maja reprezentant wystąpił podczas drugiego półfinału Eurowizji i zajął 15. miejsce, nie otrzymując awansu do finału.
23 lutego 2011 w Hall 1 of the National Palace of Culture zorganizowano finał bułgarskich selekcji do 56. Konkursu Piosenki Eurowizji, które wygrała Poli Genowa z piosenką „Na inat”. 12 maja wystąpiła w drugim półfinale konkursu, w którym zdobyła 48 punktów, co przełożyło się na zajęcie dwunastego miejsca i brak awansu do finału.

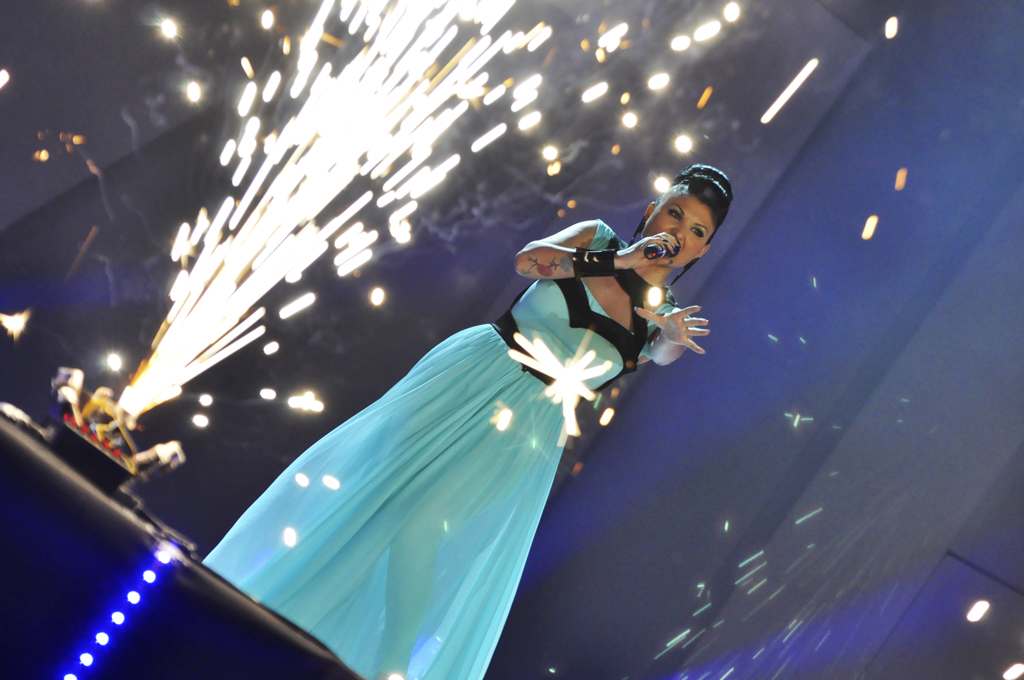
Sofi Marinowa podczas występu w finale krajowych selekcji do 57. Konkursu Piosenki Eurowizji, marzec 2012

1 marca 2012 odbył się finał bułgarskich selekcji do 57. Konkursu Piosenki Eurowizji, które wygrała Sofi Marinowa z piosenką „Love Unlimited” (bułg.: „Lubov bez granitsi”/„Любов без граници”), zaśpiewany głównie po bułgarsku, ale zawierający zwrot „kocham Cię” w dwunastu innych językach, m.in.: tureckim, greckim, hiszpańskim, francuskim i serbskim. Piosenka zdobyła w finale 20 punktów, tyle samo, co zdobywcy drugiego miejsca, czyli zespół New 5. Dzięki większemu poparciu telewidzów to jednak ona została wybrana na reprezentantkę kraju w konkursie organizowanym w Baku. 24 maja 2012 odbył się drugi półfinał konkursu, w którym Marinowa zdobyła łącznie 45 punktów, czyli tyle samo, co reprezentant Norwegii – Tooji. O awansie do finału zdecydował fakt, że norweski piosenkarz zdobył punkty od większej ilości krajów niż Marinowa.

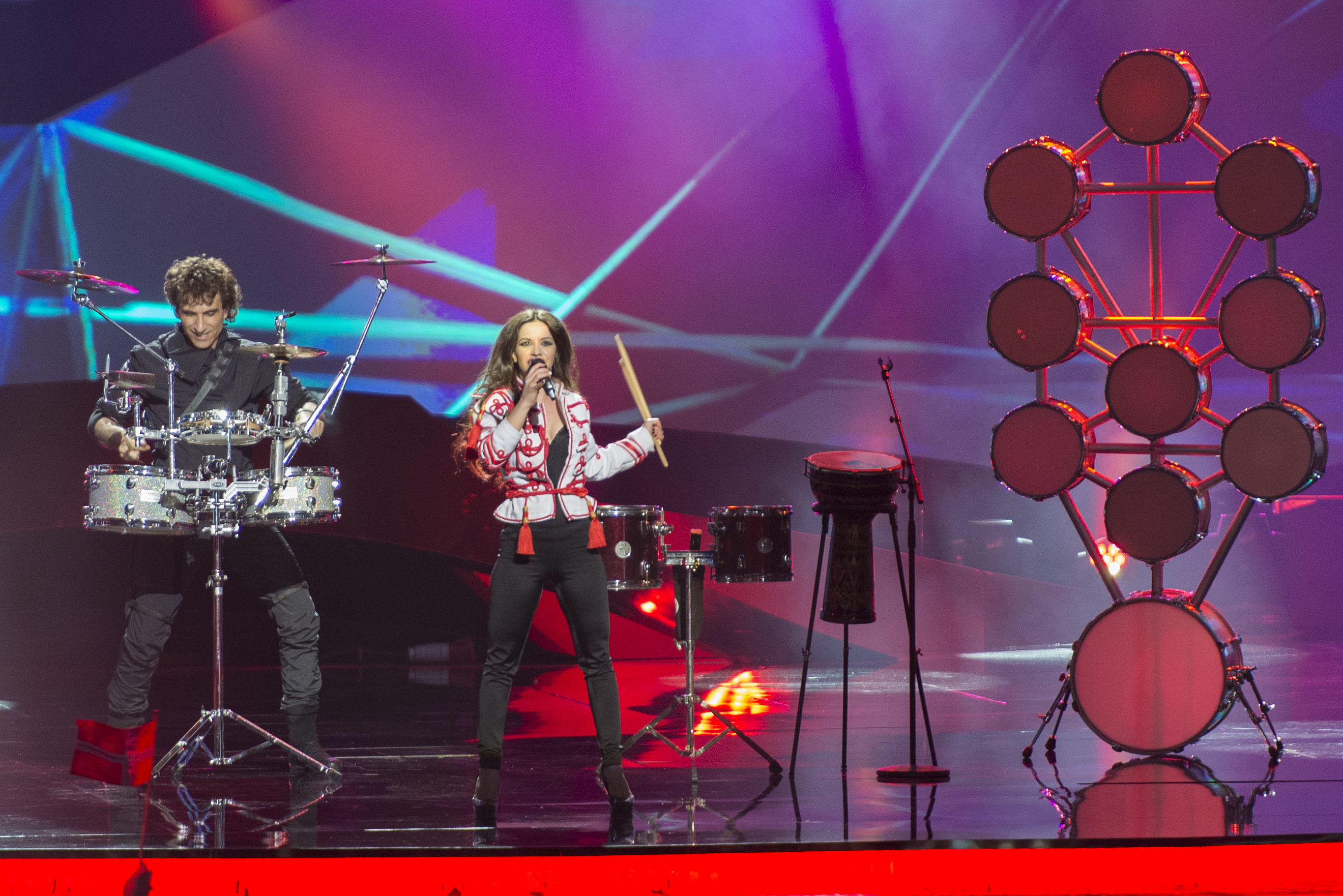
Elica Todorowa i Stojan Jankułow podczas prób do występu w półfinale 58. Konkursu Piosenki Eurowizji, maj 2013

10 lutego 2013 ogłoszono, że reprezentantami Bułgarii podczas 58. Konkursu Piosenki Eurowizji ponownie zostali Elica Todorowa i Stojan Jankułow, uczestnicy konkursu w 2007. 17 lutego w programie Nedelya x 3 stacji BNT zaprezentowano trzy piosenki („Dzupaj, libe boso”, „Kismet” i „Samo szampioni”), spośród których jedna zostanie wybrana propozycją eurowizyjną. Koncert selekcyjny odbył się 3 marca o godzinie 19:45, a widzowie najwięcej głosów oddali na utwór „Kismet”. 11 marca ogłoszono jednak, że z powodu problemów z nadaniem praw autorskich utworowi „Kismet”, reprezentanci wykonają inny utwór – „Samo szampioni”, który zajął drugie miejsce w preselekcjach. 16 maja duet wystąpił w drugim półfinale konkursu i zajął ostatecznie dwunaste miejsce po zdobyciu łącznie 45 punktów, przez co nie zakwalifikował się do finału.

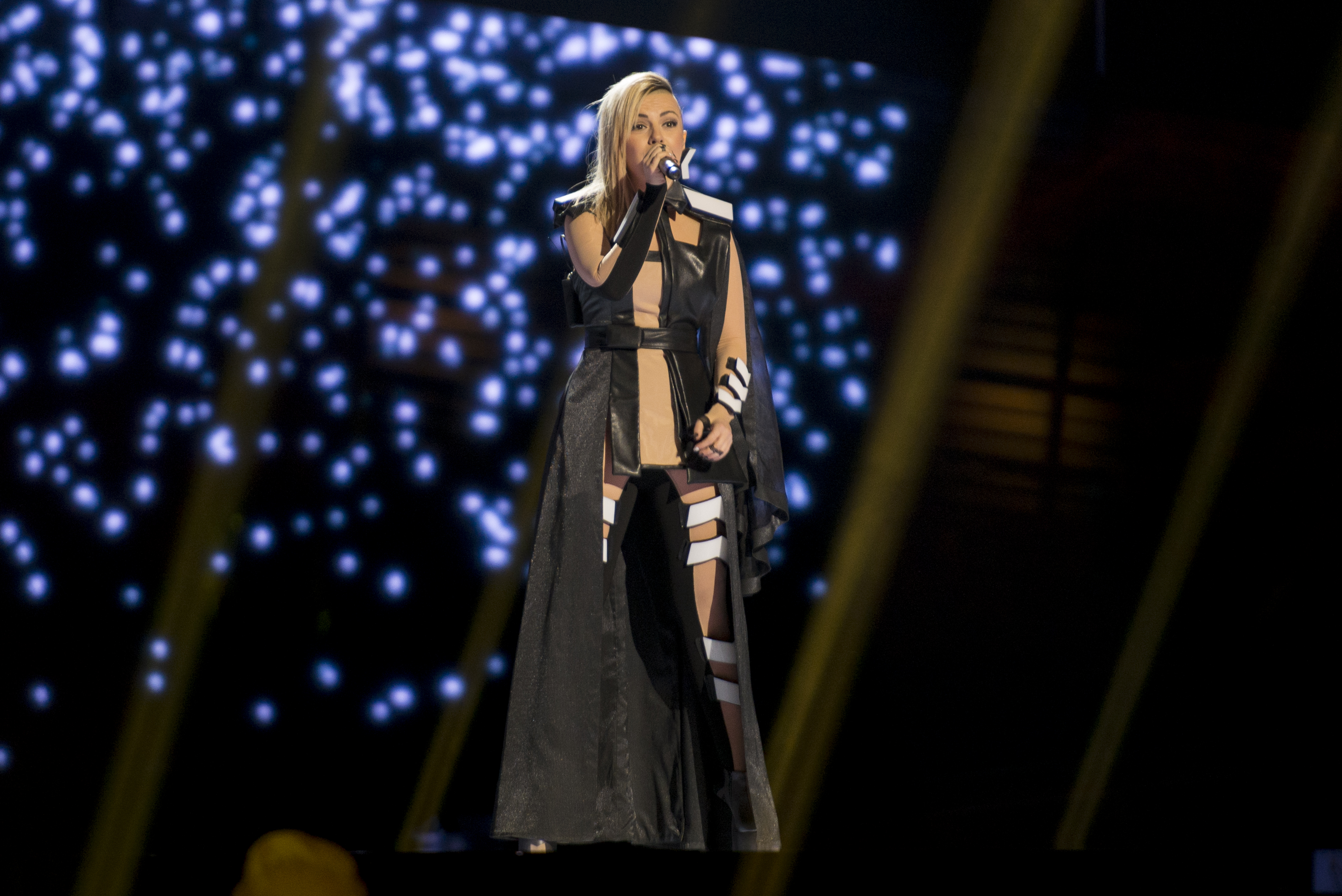
Poli Genowa podczas występu w 61. Konkursie Piosenki Eurowizji w Sztokholmie, maj 2016

Pod koniec listopada 2013 bułgarski nadawca potwierdził udział w 59. Konkursie Piosenki Eurowizji, jednak później zmienił zdanie i wycofał się z uczestnictwa z powodu problemów finansowych. Kraj nie powrócił do rywalizacji konkursowej także w 2015. W listopadzie 2015 bułgarska telewizja potwierdziła udział w 61. Konkursie Piosenki Eurowizji organizowanym w Sztokholmie, powracając do stawki konkursowej po dwuletniej przerwie. W połowie lutego 2016 stacja ogłosiła, że reprezentantką Bułgarii w konkursie będzie Poli Genowa, która wystąpiła już w barwach kraju w konkursie w 2011. Jej konkursowa propozycja „If Love Was a Crime” została zaprezentowana 21 marca. 12 maja wystąpiła w drugim półfinale konkursu i z piątego miejsca zakwalifikowała się do finału, w którym zajęła czwarte miejsce z dorobkiem 307 punktów, w tym 127 pkt od jurorów (7. miejsce) i 180 pkt od telewidzów.
W 2017 ogłoszono, że Bułgarię w 62. Konkursie Piosenki Eurowizji w Kijowie będzie reprezentował Kristian Kostow z utworem „Beautiful Mess”. 11 maja wystąpił w drugim półfinale widowiska i z pierwszego miejsca awansował do sobotniego finału, rozgrywanego 13 maja. Zdobył w nim łącznie 615 punktów w tym 278 punktów od jurorów (2. miejsce) i 337 punktów od telewidzów (2. miejsce), dzięki czemu zajął drugie miejsce, uzyskując najwyższe miejsce w historii udziału kraju w konkursie.
W 2018 ogłoszono, że Bułgarię w 63. Konkursie Piosenki Eurowizji w Lizbonie będzie reprezentować grupa Equinox z piosenką „Bones”. 8 maja wystąpili w pierwszym półfinale konkursu i z siódmego miejsca awansowali do sobotniego finału, rozgrywanego 12 maja. W finale zajęli 14. miejsce z 166 punktami na koncie, w tym ze 100 punktami od jurorów (9. miejsce) i 66 punktami od telewidzów (14. miejsce).
We wrześniu 2018 roku głoszono, że Bułgaria złożyła wstępny wniosek o udział w Konkursie Piosenki Eurowizji 2019, lecz 15 października 2018 bułgarska telewizja poinformowała, że nie wyśle reprezentanta na konkurs z powodu problemów finansowych.

### Od 2020
W październiku 2019 roku nadawca BNT ogłosił, że Bułgaria powróci na konkurs w 2020 odbywający się w Rotterdamie. 25 listopada 2019 ogłoszono, iż kraj będzie reprezentować Victoria Georgiewa. 18 marca poinformowano o odwołaniu konkursu z powodu pandemii koronawirusa, lecz niedługo później bułgarska telewizja ogłosiła, iż Victoria pozostanie reprezentantką kraju w 2021.
29 stycznia 2021 ogłoszono, że piosenka Victorii zostanie wybrana wewnętrznie spośród utworów „Dive into Unknown”, „Growing Up is Getting Old”, „Imaginary Friend”, „Phantom Pain” oraz „Funeral Song” z jej najnowszej EP-ki, a little dramatic, oraz jej najnowszego singla „Ugly Cry”. 20 lutego 2021 nadawca BNT uruchomił platformę internetową, w której internauci mogli wyrazić opinie i możliwości poprawy w uczestniczących w wyborze piosenkach. Utwory były również oceniane przez jury, w skład którego wchodzili muzycy, telewizja, radio i międzynarodowi eksperci Eurowizji. 10 marca podczas specjalnego koncertu transmitowanego na BNT 1 oraz online za pośrednictwem serwisu YouTube i strony internetowej eurovision.icard.com ogłoszono, że do reprezentowania kraju w konkursie została wybrana piosenka „Growing Up Is Getting Old”. 20 maja wokalistka zaprezentowała się w drugim półfinale, awansując do finału z trzeciej lokaty. 22 maja wystąpiła jako siedemnasta w finale. Zdobyła łącznie 170 punktów (30 punktów w głosowaniu telewidzów, a 140 w głosowaniu jurorów), zajmując łącznie 11 lokatę. Uczestniczka dostała również dwa razy notę 12 punktów od jurorów z Mołdawii i Portugalii.

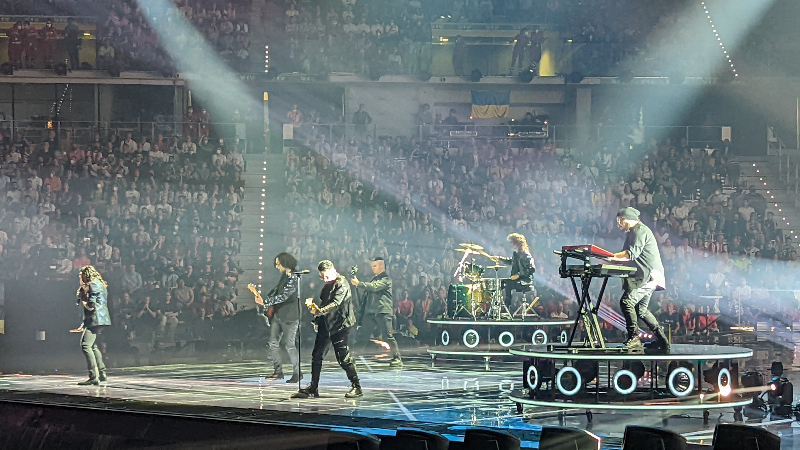
Intelligent Music Project, podczas występu w pierwszym półfinale 66. Konkursu Piosenki Eurowizji w Turynie, maj 2022

25 listopada 2021 roku nadawca BNT ogłosił, że kraj reprezentować będzie formacja Intelligent Music Project i Ronnie Romero, z utworem „Intention”, którego premiera odbyła się 5 grudnia 2021 roku. Ostatecznie formacja nie otrzymała awansu do finału i w półfinale zajęła przedostatnie, 16. miejsce z dorobkiem 29 punktów w tym 11 pkt w głosowaniu jury (15. miejsce) oraz 18 pkt w głosowaniu telewidzów (14. miejsce).
14 października 2022 roku poprzez eurowizyjne konto na Twitterze, które w przeszłości należało do bułgarskiego nadawcy Byłgarska nacionałna telewizija (BNT) na pytanie, czy kraj weźmie udział w konkursie, potwierdziło brak udziału z powodu braku zainteresowania nadawcy. Podkreślono też, że szanse na powrót kraju w niedalekiej przyszłości są znikome. Samo konto po zmianie delegacji prawdopodobnie przestało należeć do nadawcy. Dzień później media po próbie kontaktu z nadawcą przez inne profile, czy też oficjalne centrum prasowe otrzymywały informację, że „nie ma oficjalnego stanowiska ani informacji, którymi można by się obecnie podzielić”. 19 października BNT potwierdziło bułgarskim mediom, że kraj nie weźmie udziału w konkursie z powodu ograniczeń finansowych. 12 lipca 2023 oficjalne konto eurowizyjne bułgarskiego nadawcy Byłgarska nacionałna telewizija na Twitterze stwierdziło, że powrót nie jest aktualnie rozważany i nie może podać żadnych konkretów wyjaśniających przyczynę. Kraj również nie wziął udziału w konkursie w 2024, prawdopodobnie z powodu problemów finansowych nadawcy. 12 maja 2024 bułgarski nadawca BNT poinformował, że poważnie rozważa powrót do konkursu w 2025, jednak 27 października stacja poinformowała, że nie weźmie udziału w konkursie i nie będzie go transmitować.

## Uczestnictwo
Bułgaria uczestniczy w Konkursie Piosenki Eurowizji od 2005. Poniższa tabela uwzględnia nazwiska wszystkich bułgarskich reprezentantów, tytuły ich konkursowych piosenek oraz wyniki w poszczególnych latach:
| Rok                                   | Artysta                          | Piosenka                    | Język                | Finał            | Finał            | Półfinał         | Półfinał         |
| Rok                                   | Artysta                          | Piosenka                    | Język                | Miejsce          | Punkty           | Miejsce          | Punkty           |
| ------------------------------------- | -------------------------------- | --------------------------- | -------------------- | ---------------- | ---------------- | ---------------- | ---------------- |
| 2005                                  | Kaffe                            | „Lorraine”                  | angielski            | –                | –                | 19               | 49               |
| 2006                                  | Mariana Popowa                   | „Let Me Cry”                | angielski            | –                | –                | 17               | 36               |
| 2007                                  | Elica Todorowa i Stojan Jankułow | „Voda”                      | bułgarski            | 5                | 157              | 6                | 146              |
| 2008                                  | Deep Zone i Balthazar            | „DJ, Take Me Away”          | angielski            | –                | –                | 11               | 56               |
| 2009                                  | Krasimir Awramow                 | „Illusion”                  | angielski            | –                | –                | 16               | 7                |
| 2010                                  | Miro                             | „Angeł si ti”               | bułgarski, angielski | –                | –                | 15               | 19               |
| 2011                                  | Poli Genowa                      | „Na inat”                   | bułgarski            | –                | –                | 12               | 48               |
| 2012                                  | Sofi Marinowa                    | „Love Unlimited”            | bułgarski            | –                | –                | 11               | 45               |
| 2013                                  | Elica Todorowa i Stojan Jankułow | „Samo szampioni”            | bułgarski            | –                | –                | 12               | 45               |
| Brak reprezentanta w latach 2014–2015 |                                  |                             |                      |                  |                  |                  |                  |
| 2016                                  | Poli Genowa                      | „If Love Was a Crime”       | bułgarski, angielski | 4                | 307              | 5                | 220              |
| 2017                                  | Kristian Kostow                  | „Beautiful Mess”            | angielski            | 2                | 615              | 1                | 403              |
| 2018                                  | Equinox                          | „Bones”                     | angielski            | 14               | 166              | 7                | 177              |
| Brak reprezentanta w 2019             |                                  |                             |                      |                  |                  |                  |                  |
| 2020                                  | Victoria                         | „Tears Getting Sober”       | angielski            | Konkurs odwołany | Konkurs odwołany | Konkurs odwołany | Konkurs odwołany |
| 2021                                  | Victoria                         | „Growing Up Is Getting Old” | angielski            | 11               | 170              | 3                | 250              |
| 2022                                  | Intelligent Music Project        | „Intention”                 | angielski            | –                | –                | 16               | 29               |
| Brak reprezentanta od 2023            |                                  |                             |                      |                  |                  |                  |                  |

## Historia głosowania w finale (2005–2022)
Poniższe tabele pokazują, którym krajom Bułgaria przyznaje w finale najwięcej punktów oraz od których państw bułgarscy reprezentanci otrzymują najwyższe noty.
| Lp. | Kraj        | Punkty |
| --- | ----------- | ------ |
| 1   | Grecja      | 120    |
| 2   | Armenia     | 80     |
| 3   | Ukraina     | 68     |
| 4   | Rosja       | 61     |
| 5   | Azerbejdżan | 58     |

| Lp. | Kraj               | Punkty |
| --- | ------------------ | ------ |
| 1   | Wielka Brytania    | 64     |
| 2   | Cypr               | 63     |
| 3   | Macedonia Północna | 59     |
| 4   | Hiszpania          | 55     |
| 5   | Malta              | 52     |

## Nagrody im. Marcela Bezençona
Nagrody im. Marcela Bezençona to statuetki przyznawane najlepszym piosenkom w finale Konkursu Piosenki Eurowizji. Pomysłodawcami nagród byli Christer Björkman i Richard Herrey, statuetka nosi nazwisko twórcy konkursu – Marcela Bezençona. Przyznawane są trzy nagrody: Nagroda Dziennikarzy (zwycięzcę wybierają akredytowani dziennikarze), Nagroda Artystyczna (zwycięzcę wybierają komentatorzy konkursu) i Nagroda Kompozytorska (zwycięzcę wybierają kompozytorzy biorący udział w konkursie).
Nagroda Kompozytorów
| Rok  | Wykonawca | Piosenka | Autor(zy)                                                     |
| ---- | --------- | -------- | ------------------------------------------------------------- |
| 2018 | Equinox   | „Bones”  | Borysław Milanow, Trey Campbell, Joacim Persson, Dag Lundberg |